# 梅津美治郎
梅津 美治郎（うめづ よしじろう、旧字体：梅󠄀津 美治郞、1882年〈明治15年〉1月4日 - 1949年〈昭和24年〉1月8日）は、日本の陸軍軍人。最終階級は陸軍大将。栄典は正三位勲一等功二級。
関東局で満洲国駐箚特命全権大使を務め、極東国際軍事裁判（東京裁判）で終身刑の判決を受け、服役中に獄中死。1978年（昭和53年）に靖国神社に合祀される。

## 経歴
現在の大分県中津市に1882年（明治15年）1月4日に生まれる。偶然にも明治天皇から陸海軍軍人に「軍人勅諭」が下賜された日でもある。若いころは、母の再婚先の是永姓を一時名乗り、明治期の実役停年名簿には「是永美治郎」の名前で記載されている。
中学済々黌を経て、熊本陸軍地方幼年学校、陸軍中央幼年学校、陸軍士官学校（第15期7番）、陸軍大学校（第23期首席）を卒業。
参謀本部編制動員課長、陸軍省軍務局軍事課長と主流を歩むが、陸軍の刷新を図る佐官級の二葉会、一夕会などとは距離を置いていた。
1931年（昭和6年）8月に参謀本部総務部長に就く。
- 同年12月に犬養内閣が発足、いわゆる皇道派の荒木貞夫が陸相に就任すると、荒木は真崎甚三郎を参謀次長に据え参謀本部の実権を握らせる。
- しかし真崎の腹心で対ソ戦略の権威である小畑敏四郎第三部長と、陸軍きっての逸材とされる永田鉄山第二部長の間に深刻な対立が発生、対ソ準備への専心を説く小畑に対し永田は対支那一撃論を主張した。
- 両者は東條英機、鈴木率道ら課長級も巻き込んで争った。

梅津は古荘幹郎第一部長とともにこの抗争への対応に苦慮するが、皇道派の専横や派閥人事もあって次第に真崎、小畑らへの批判を強め、やがて皇道・統制両派の角逐につながる。
1934年（昭和9年）3月には支那駐屯軍司令官に就任。同年11月に宋哲元の部下の馮治安の部隊が熱河省を侵犯し、大灘西方20キロの断木梁に進出し、関東軍が追撃し宋哲元の本拠地近くまで迫った。梅津は宋哲元のとりなしをして、関東軍は追撃を止め引き返した。
1935年（昭和10年）6月に国民革命軍の何応欽と「梅津・何応欽協定」を結ぶ。当時、華北で相次いだ反日活動が国民党の主導によるものとし、その撲滅のため、
1. 河北省内の国民党支部をすべて撤廃
2. 国民党駐河北省の東北軍第51軍、国民党中央軍および憲兵三団の撤退
3. 河北省主席である于学忠の罷免
4. すべての抗日団体とその活動の取り締まり

といった内容の協定を結んだ。この協定の申し入れについては、当初梅津は全く知らず、駐屯軍の酒井隆参謀長と高橋坦陸軍武官の策謀であったとされている。
1936年（昭和11年）2月、二・二六事件が勃発。第2師団長（仙台）であった梅津は、第4師団長（大阪）の建川美次と電話で早期鎮圧の方策について話し合い、陸軍省に断固討伐を求める電報を発する。
事件後、同年3月には古荘幹郎の後任として陸軍次官に就任。
翌年にかけて寺内寿一陸軍大臣の下で大規模な粛軍人事を行い、皇道派を中央から一掃した。その際に陸軍省に軍務課を新設し、陸軍の政治への発言力を強めたのが皇道派の反発を招いた。一部の右翼活動家からは「梅津は日本の赤化を企図している」という怪文書を撒かれる結果となった。
1939年（昭和14年）8月の阿部内閣組閣に当たって、三長官会議では多田駿を後継陸相に推挙するが、昭和天皇の「畑俊六（侍従武官長）、梅津以外は三長官会議の結論であっても認める意思はない」との言により畑が陸相となる。
この発言は、前陸相の板垣征四郎が中心となって推進した日独防共協定強化策を嫌い、自らの意を受けてこれに反対しうる陸相が必要という天皇の判断によるものであり、二・二六事件後の粛軍をこなした梅津への信頼感を物語る。
同年9月、関東軍司令官（1942年から関東軍が総軍に格上げされ総司令官に名称変更）に就任。直前に発生したノモンハン事件の責任を取って植田謙吉大将が退いた後で、再三にわたり中央の統制を破って大事件を起こした関東軍参謀らの粛正が求められていたが、見事にその任を果たした。
太平洋戦争中に関東軍が何の事件も起こさず静謐を保ったのは梅津の功である。
1944年（昭和19年）7月、サイパン島失陥の責任を取って辞任した東條英機（首相・陸軍大臣も兼務していた）の後任として参謀総長に就任。
終戦後まで務め、最後の参謀総長となった。なお、東條はその後の首相退任に当たり、次の内閣で陸軍大臣として残ることを画策したが、参謀総長となった梅津が杉山元教育総監とあらかじめ打ち合わせを済ませ、東條を含めた三長官会議の結果、杉山が陸相に回ることとなった。
同年12月、海軍の小沢治三郎中将がPX作戦、いわゆる細菌戦を立案した。これは榎尾義男海軍大佐が指揮し、細菌を保有するネズミや蚊を人口が密集する米本土西岸にばらまき生物災害を引き起こす作戦内容であった。機材として航空機2機を搭載する伊四〇〇型潜水艦を使用する計画ではあったが海軍に細菌研究がなかったため、参謀本部作戦課長の服部卓四郎陸軍大佐が陸軍側の担当者となり陸軍の石井四郎軍医中将の協力を得て陸海軍の共同計画とされ、人体実験を含む研究が進められた。1945年3月26日海軍上層部は作戦決行に合意したが、陸軍参謀総長であった梅津が「細菌を戦争に使えば、それは日米戦という次元のものから、人類対細菌といった果てしない戦いになる。人道的にも世界の冷笑を受けるだけだ」といって反対し、「アメリカに対する細菌戦は全人類に対する戦争に発展する」との考えから作戦は中止された。
この件に関して戦後しばらく関係者の沈黙が続いたが、のちに榎尾元大佐が新聞で経緯を語った。
1945年（昭和20年）5月以降、軍・政府首脳の間で終戦に向けた動きが始まる。敗戦にあたっては梅津の心配はアメリカに対する賠償金がどれほど巨額になるのかという点にもあったと言われる。
陸軍の軍令の長であった梅津は、表だっては本土決戦の主張を変えなかった。
その一方、5月11日から開催された最初の最高戦争指導会議構成員会合では、海軍大臣の米内光政が「対ソ工作も結局するところ米英との仲介の労を取らせて大東亜戦争を終結することに最後はなると思うが」と発言した際に「その通りだ」と返答したり、6月9日に昭和天皇に関東軍の視察報告を上奏した際に「兵力が8個師団分しかなく、弾薬は大会戦の一回分しかない」と伝えるなど、戦争の継続に対して懐疑的な態度を見せたこともあった。天皇には本土決戦の準備ができていないことを明示した極秘資料も提示している。
8月9日深夜の御前会議では、陸軍大臣の阿南惟幾とともに、陸軍を代表して、ポツダム宣言受諾ではなく継戦による本土決戦を主張した。
海軍軍令部総長だった豊田副武は、阿南や梅津は和平は不可避と考えながら、将校の圧力のために強硬論を言わざるを得なかったと記している。
また、ポツダム宣言受諾通告後の「バーンズ回答」に際しても、阿南とともに「自主的武装解除と本土占領の拒否」を主張している。
しかし、14日朝に一部将校たちによる本土決戦を求めるクーデター計画を阿南から知らされた際は絶対反対を唱え、計画を中止させた（宮城事件も参照）。のみならず、陸軍上層部に「承詔必謹」を徹底させ、その後のクーデターの動きにも後ろ盾を与えなかった。

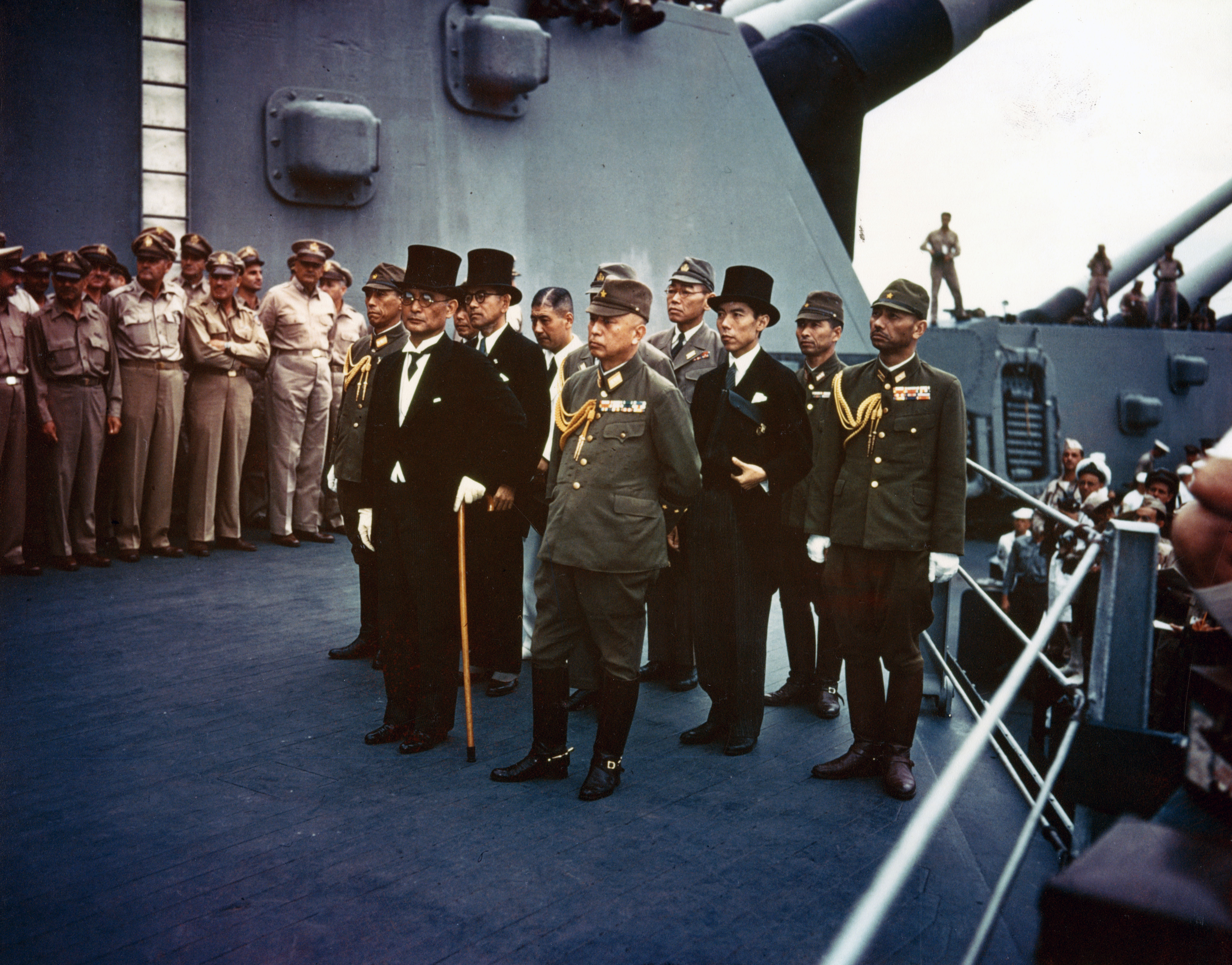
降伏調印全権団一行。中央で後ろ手姿の軍服の人物が梅津。向かって左隣は重光。

終戦により調印式全権を依頼されると、降伏に賛成した米内光政や鈴木貫太郎（終戦当時の首相で、元海軍大将）らが適役であるとして一旦は拒否したが、9月2日に東京湾に停泊した米海軍の戦艦ミズーリの艦上で、降伏文書調印式が行われ、大本営を代表し署名した。
東京裁判の法廷では、広田弘毅や重光葵等と同様に、証言台には立たず、沈黙を守り続けたが、東郷茂徳の証言内容に対しては、声を荒らげて反論する場面もあった。
判決は終身禁固刑が言い渡され、1949年（昭和24年）1月8日、服役中に直腸癌により病没した。享年68（満67歳没）。梅津は、生涯日記も手記も残さず、病床には、「幽窓無暦日」とだけ書いた紙片が残されていたのみだった。

## 人物
無表情で喜怒哀楽が少ないことから能面と評され、またいかなる派閥にも属さず、自らも子分を作らなかったと言う。

## 年譜

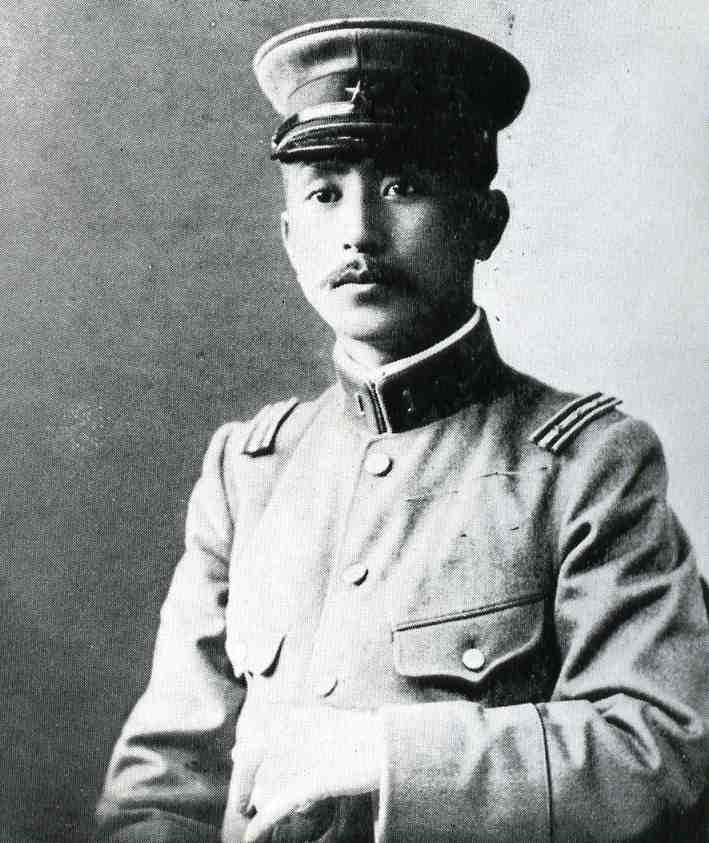
歩兵第1連隊中隊長時代の梅津

対連合国の降伏文書に調印する梅津

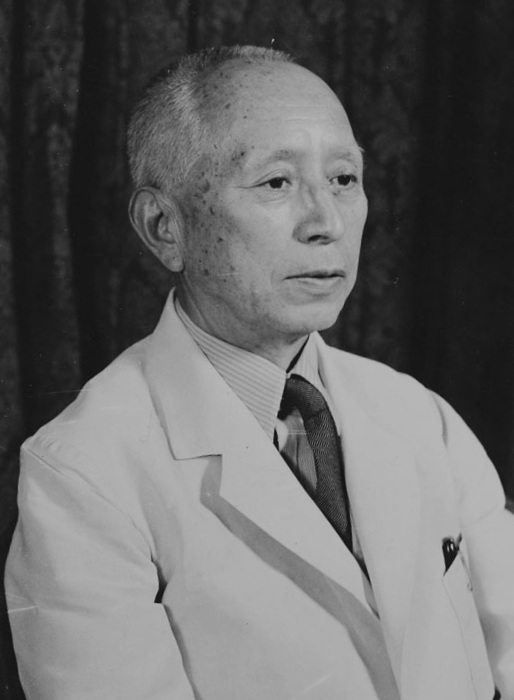
戦後、法廷に立つ梅津

- 1897年（明治30年）9月 - 熊本陸軍地方幼年学校 入校[1]
- 1900年（明治33年）9月 - 陸軍中央幼年学校 入校[1]
- 1903年（明治36年）11月30日 - 陸軍士官学校 卒業（陸士第15期、卒業順位7番[10]）
- 1904年（明治37年）3月18日 - 少尉任官、歩兵第1連隊付（是永美治郎名義）[11]
- 1905年（明治38年）6月30日 - 中尉に進級（是永美治郎名義）[12]
- 1911年（明治44年）11月29日 - 陸軍大学校卒業（第23期首席[10]（梅津美治郎名義）[13]
- 1912年（明治45年）3月25日 - 大尉に進級し、歩兵第1連隊中隊長となる
- 1918年（大正7年）6月1日 - 少佐に進級
- 1922年（大正11年）2月8日 - 中佐に進級
- 1924年（大正13年）12月15日 - 大佐に進級、歩兵第3連隊長
- 1926年（大正15年）12月1日 - 参謀本部編制動員課長
- 1928年（昭和3年）8月10日 - 陸軍省軍務局軍事課長
- 1930年（昭和5年）8月1日 - 少将に進級、歩兵第1旅団長
- 1931年（昭和6年）8月1日 - 参謀本部総務部長
- 1933年（昭和8年）11月1日 - 駐スイス公使館付駐在武官
- 1934年（昭和9年）
  - 3月5日 - 支那駐屯軍司令官
  - 8月1日 - 中将に進級
- 1935年（昭和10年）8月1日 - 第2師団長
- 1936年（昭和11年）3月23日 - 陸軍次官
- 1938年（昭和13年）5月30日 - 第1軍司令官
- 1939年（昭和14年）9月7日 - 関東軍司令官兼駐満洲国大使
- 1940年（昭和15年）8月1日 - 大将に進級[14]
- 1942年（昭和17年）10月1日 - 関東軍総司令官
- 1944年（昭和19年）7月18日 - 参謀総長
- 1945年（昭和20年）
  - 9月2日 - 大本営全権として降伏文書調印式に出席
  - 10月15日 - 軍事参議官
  - 11月30日 - 予備役編入
- 1948年（昭和23年）1月31日 - 公職追放仮指定を受けた[15]。

## 栄典
位階
- 1904年（明治37年）5月17日 - 正八位[16][17]
- 1905年（明治38年）8月18日 - 従七位[16][18]
- 1910年（明治43年）9月30日 - 正七位[16][19]
- 1915年（大正4年）10月30日 - 従六位[16][20]
- 1920年（大正9年）11月30日 - 正六位[16][21]
- 1924年（大正13年）12月27日 - 従五位[16][22]
- 1930年（昭和5年）2月1日 - 正五位[16][23]
- 1934年（昭和9年）9月1日 - 従四位[16][24]
- 1938年（昭和13年）6月15日 - 正四位[16][25]
- 1940年（昭和15年）8月15日 - 従三位[16]
- 1943年（昭和18年）9月1日 - 正三位[16]

勲章等
- 1906年（明治39年）4月1日 - 勲六等単光旭日章・功五級金鵄勲章[16]
- 1913年（大正2年）5月31日 - 勲五等瑞宝章[16][26]
- 1915年（大正4年）11月7日 - 勲四等旭日小綬章・大正三四年従軍記章[16]
- 1922年（大正11年）3月29日 - 勲三等瑞宝章[16][27]
- 1928年（昭和3年）12月28日 - 旭日中綬章[28]
- 1933年（昭和8年）9月4日 - 勲二等瑞宝章[16]
- 1936年（昭和11年）7月10日 - 勲一等瑞宝章[16]
- 1938年（昭和13年）11月2日 - 銀杯一組[16]
- 1939年（昭和14年）7月11日 - 旭日大綬章[16]
- 1940年（昭和15年）4月29日 - 功二級金鵄勲章[16]

外国勲章佩用允許
- 1937年（昭和12年）12月1日 - 満州国：勲一位柱国章[29]
- 1937年（昭和12年）11月22日 - ドイツ国：ドイツ鷲大十字勲章[30]
- 1938年（昭和13年）12月6日 - イタリア王国：王冠勲章グランクロア[31]
- 1941年（昭和16年）
  - 6月27日 - イタリア王国：聖マウリッツィオ・ラザロ勲章グランコルドーニ[32]
  - 12月9日 - 満州国：建国神廟創建記念章[33]
- 1942年（昭和17年）2月2日 - 満州国：勲一位龍光大綬章[34]
- 1944年（昭和19年）8月10日 - 中華民国政府：特級同光勲章[35]
- 1944年（昭和19年）10月5日 - 満州国：大勲位蘭花大綬章[36]

## 親族
- 長男 梅津美一（東京帝国大学在学中に学徒出陣。第四期防備専修予備学生。海軍少尉任官後、第9根拠地隊分隊士。戦後は東京裁判で父の副弁護人を務める。）
- 孫 梅津成実（イラストレーター）

## 伝記
- 『最後の参謀総長　梅津美治郎』同刊行会編、芙蓉書房、1976年
- 清原芳治『参謀総長梅津美治郎と戦争の時代』大分合同新聞社、2008年
- 佐野量幸 『梅津美治郎大将　終戦をプロデュースした男』元就出版社、2015年
- 岩井秀一郎 『最後の参謀総長 梅津美治郎』祥伝社新書、2021年

## 登場する小説
- 大江志乃夫『凩の時』筑摩書房
- 浅田次郎『日輪の遺産』講談社
- 山崎豊子『不毛地帯』新潮社